# Добротность
Добро́тность — параметр колебательной системы, определяющий ширину резонанса и характеризующий, во сколько раз запасы энергии в системе больше, чем потери энергии за время изменения фазы на 1 радиан. Обозначается символом {\displaystyle Q} от англ. quality factor.
Добротность обратно пропорциональна скорости затухания собственных колебаний в системе. То есть, чем выше добротность колебательной системы, тем меньше потери энергии за каждый период и тем медленнее затухают колебания.

## Теория
Общая формула для добротности любой колебательной системы:
{\displaystyle Q={\frac {\omega _{0}W}{P_{d}}}={\frac {2\pi f_{0}W}{P_{d}}}},
где
- {\displaystyle \omega _{0}} — резонансная круговая частота колебаний
- {\displaystyle f_{0}} — резонансная частота колебаний
- {\displaystyle W} — энергия, запасённая в колебательной системе
- {\displaystyle P_{d}} — рассеиваемая мощность.

Например, в электрической резонансной цепи энергия рассеивается из-за конечного сопротивления цепи, в кварцевом кристалле затухание колебаний обусловлено внутренним трением в кристалле, в объемных электромагнитных резонаторах теряется в стенках резонатора, в его материале и в элементах связи, в оптических резонаторах — на зеркалах.
Для последовательного колебательного контура, в котором индуктивность, емкость и сопротивления {\displaystyle R_{1}} и {\displaystyle R_{2}}, учитывающие потери энергии на этих реактивных элементах, включены последовательно, а также для параллельного контура, в котором индуктивность и ёмкость включены параллельно, а сопротивления потерь {\displaystyle R_{1}} и {\displaystyle R_{2}} включены последовательно с индуктивностью и емкостью:
{\displaystyle Q={\frac {1}{R}}{\sqrt {\frac {L}{C}}}={\frac {\omega _{0}L}{R}},}
где {\displaystyle R=R_{1}+R_{2}}, L и C — сопротивление, индуктивность и ёмкость резонансной цепи, соответственно, а {\displaystyle \omega _{0}} — частота резонанса. Выражение {\displaystyle {\sqrt {L/C}}} часто называют характеристическим или волновым сопротивлением колебательного контура. Таким образом, добротность в колебательном контуре равна отношению волнового сопротивления к активному {\displaystyle R}.
Также добротность можно определить по формуле, через ширину полосы пропускания контура {\displaystyle \Delta f}, определяемую по уровню амплитуды колебаний {\displaystyle 1/{\sqrt {2}}} от максимального значения на резонансе и резонансную частоту {\displaystyle f_{0}:}
{\displaystyle Q={\frac {f_{0}}{\Delta f}}={\frac {\pi }{\delta }}=\pi N_{e},}
где δ — логарифмический декремент колебаний, равный отношению полуширины резонансной кривой к частоте резонанса, {\displaystyle N_{e}} — число колебаний за время релаксации.
Для электрически малых антенн добротность можно определить соотношением:
{\displaystyle Q={\frac {\omega _{0}[W_{e}+W_{m}]}{P}}},
где
- {\displaystyle \omega _{0}} — резонансная круговая частота электромагнитных колебаний
- {\displaystyle W_{e}} — энергия электрического поля, запасённая в антенне
- {\displaystyle W_{m}} — энергия магнитного поля, запасённая в антенне
- {\displaystyle P} — рассеиваемая антенной мощность.

## Метрологические аспекты
Для измерения электрической добротности на частотах до десятков и сотен мегагерц применяют измеритель добротности или измеритель иммитанса (косвенным способом), в диапазоне СВЧ применяются специальные методы.